# Oxinasphaera obregonia
Oxinasphaera obregonia är en kräftdjursart som beskrevs av Bruce1997. Oxinasphaera obregonia ingår i släktet Oxinasphaera och familjen klotkräftor. Inga underarter finns listade i Catalogue of Life.